# Liberty (Verwaltungseinheit)
Eine Liberty war eine englische Verwaltungseinheit, die ihren Ursprung im Mittelalter hat. Traditionell definiert als ein Gebiet, in dem die königliche oder städtische Jurisdiktion nicht in vollem Umfang galt und von einem Mesne Lord, also einem Afterlehensherren verwaltet wurde. Dies war in der Regel ein hoher Adeliger oder ein Bischof. Die Liberties wandelten sich nach gesetzlich angeordneten Gebietsreformen im 19. Jahrhundert (aber auch zuvor) zu Verwaltungseinheiten innerhalb des Local Government in England.
Liberties waren Areale mit sehr unterschiedlichen Größen, die sich aus verschiedenen Gründen von dem üblichen System der Harden und Boroughs unterschieden; üblicherweise aufgrund der Gegebenheiten ihres Nutzungsverhältnisses (siehe Grundherrschaft oder Freiung). So gab es auch Liberties, die unabhängig von den politischen Bezirken wahlweise sehr viel kleiner als diese oder aber mehrere Bezirke überspannend waren. Als Beispiele hierfür sind zwei Liberties in der südenglischen Grafschaft Dorset angeführt: Die kleine Liberty Fordington und die große Liberty of Waybayouse.
In Nordengland herrschte der Lord of Bowland (genannt auch „Lord of the Fells“) über die Liberty of Forest of Bowland, welche die Areale von zehn Herrenhäusern, acht Townships und vier Parishes umfasste.
Das Elisabethanische Theater konnte sich so nur in den Liberties entwickeln, deren Freiheiten hier regelrecht namensgebend waren. Während das Theaterspiel in der City of London und auch in weiten Gebieten Englands weitgehend verboten oder streng reglementiert war, konnte sich in diesen Vierteln, wie der Liberty of the Clink (welche dem Bischof von Winchester unterstand) oder der Liberty of Paris Garden, Theaterstätten wie das Globe Theatre von William Shakespeare, das The Rose und The Swan frei entfalten. Aber auch die andernorts untersagte Prostitution oder die zweifelhaften Vergnügungen der Tierhatz (Bear- und Bullbaiting) konnten hier abgehalten werden.
Ein 1836 verabschiedetes Gesetz beendete die Zuständigkeit des Erzbischofs von York und die des Bischofs von Ely in mehreren Liberties. Und der Liberties Act von 1850 erlaubte die Zusammenlegung von Liberties innerhalb ihrer Grafschaften bis 1867 nur noch eine Handvoll übrig war: Isle of Ely, Havering-atte-Bower, St Albans, Peterborough, Ripon und Haverfordwest. St. Albans wurde später 1875 in die Grafschaft Hertfordshire aufgenommen.
Durch den Liberty of Ely Act 1837 wurde dann auch jene aufgelöst. Von 1889 bis 1965 war Isle of Ely eine von Cambridgeshire unabhängige Grafschaft. 1965 wurde sie mit Cambridgeshire zur neuen Grafschaft Cambridgeshire and Isle of Ely vereinigt.
Der Local Government Act von 1888 führte im April 1889 zur Beendigung aller verbliebenen besonderen Gerichtsbarkeiten der Liberties: Die Isle of Ely und Soke of Peterborough wurden Verwaltungsbezirke, während die drei verbliebenen Liberties mit ihren umliegenden Grafschaften vereint wurden.

## Inner und Middle Temples
Die Areale Inner Temple und Middle Temple in London bezeichnen sich selbst als Liberties, basierend auf einem Letters Patent von 1608 und konnten sich bis heute ein hohes Maß an Unabhängigkeit bewahren. Sie befinden sich auch außerhalb der kirchlichen Zuständigkeit des Bischofs von London. Sie fallen zwar geografisch in die Grenzen der City of London, können aber als unabhängige Enklaven betrachtet werden.
Die Funktionen ihrer lokalen Selbstverwaltung wurden vom königlichen Privy Council 1971 in der „Temples Order 1971“ festgelegt.

## Liste der ehemaligen Liberties
- Allertonshire
- Alverstoke Liberty
- Beaulieu Liberty
- Bentley Liberty
- Liberty of Berrick Prior
- Bircholt, Freiung (Franchise) und Baronat
- Bolingbroke Soke
- Bowland, Forest of Bowland, Forst und Liberty of Bowland
- Breamore Liberty
- Liberty of Brickendon (Hertfordshire)
- Precinct of Bridewell
- Bridgnorth Liberty
- Chichester
- Cleveland
- Liberty of the Clink
- Coldharbour, City of London
- Dibden Liberty
- Doncaster Soke
- Liberty of Durham
- East Medina Liberty
- East Smithfield Liberty
- Ely Place Liberty
- Ely Rents Liberty
- Liberty of Glasshouse Yard
- Grantham Soke
- Liberty of Hallamshire
- Havant Liberty
- Hatton Garden Liberty
- Haverfordwest
- Royal Liberty of Havering
- Franchise of Hexhamshire
- Horncastle Soke
- Liberty of Howdenshire
- Ipswich
- Isle of Ely
- Kingswood Liberty, Surrey
- Liberty of Langbaurgh
- Langport Liberty
- Lodsworth
- Liberty of the Mint, Southwark
- Liberty of Norton Folgate
- Old Artillery Ground Liberty (Teil der Liberties of the Tower of London)
- Orton in Staffordshire, eine Liberty im Wombourne Parish[7]
- Oxford
- Liberty of Paris Garden(s)
- Soke of Peterborough
- Pevensey Lowey
- Liberties of Priorsdale, Alston Moor
- Portsmouth and Portsea Island Liberty
- Liberty of Rufford[8]
- Richmondshire
- Liberty of Ripon
- Romney Marsh Liberty
- Liberty of the Rolls
- Ryme Intrinseca
- Liberty of St Albans
- Liberty of St John, Midhurst
- St Martin’s le Grand
- Liberty of the Savoy (Liberty of the Duchy of Lancaster)
- Liberty of Saint Edmund
- Precinct of St Katharine
- Liberty of Saffron Hill
- Isle of Sheppey Liberty
- Shrewsbury Liberty
- Slaidburn, Herrenhaus und Liberty
- Liberty of the Soke, Winchester
- Borough of Southwark
- Southwell und Scrooby
- Lowey of Tonbridge
- Tower division, Liberties of the Tower of London
- Liberty of Trysull[9]
- Liberty of Tynedale
- Wenlock Franchise (Freiung)
- West Medina Liberty
- Liberty of Westminster
- The Liberty of Westover or West Stour
- Precinct of Whitefriars
- Whitby Strand Liberty
- Wells St Andrew
- Wombourne Liberty
- und weitere 21 Liberties in der Grafschaft Dorset

## Irland
Der Begriff „Lliberty“ wurde in Irland erstmals nach der Eroberung durch die Normannen benutzt.
- Liberty of Leinster; wurde später geteilt in die Liberties of Wexford, Kilkenny, Carlow und Kildare
- Liberty of Meath; wurde später geteilt in die Liberties of Meath und Trim
- Liberty of Ulster
- Die Liberties von Dublin

## Gefängnis-Liberties
Der Begriff Liberty wurde in England auch für ein abgegrenztes Gebiet in der Nähe von Gefängnissen verwendet, in dem Sträflinge gegen regelmäßige Zahlungen in einer Art Offener Vollzug freier leben konnten. Beispiele sind das Liberty of the Fleet in London oder das Rules of the Bench in Southwark.